# Hollardia
Hollardia es un género de peces de la familia Triacanthodidae, del orden Tetraodontiformes. Este género marino fue descrito por primera vez en 1861 por Felipe Poey.

## Especies
Especies reconocidas del género:
- Hollardia goslinei J. C. Tyler, 1968
- Hollardia hollardi Poey, 1861
- Hollardia meadi J. C. Tyler, 1966